# Leucascidae
Leucascidae är en familj av svampdjur. Leucascidae ingår i ordningen Clathrinida, klassen kalksvampar, fylumet svampdjur och riket djur. Enligt Catalogue of Life omfattar familjen Leucascidae 16 arter. 
Kladogram enligt Catalogue of Life:
| Leucascidae | \| \| Ascaltis \| \| \| \| \| \| Leucascus \| \| \| \| |
|             | \| \| Ascaltis \| \| \| \| \| \| Leucascus \| \| \| \| |
|             | Clathrinidae                                           |
|             |                                                        |
|             | Leucaltidae                                            |
|             |                                                        |
|             | Leucettidae                                            |
|             |                                                        |
|             | Leucomalthe                                            |
|             |                                                        |
|             | Levinellidae                                           |
|             |                                                        |
|             | Soleneiscidae                                          |
|             |                                                        |
|             | Ascaltis                                               |
|             |                                                        |
|             | Leucascus                                              |
|             |                                                        |

|  | Ascaltis  |
|  |           |
|  | Leucascus |
|  |           |